# Bożniewice (województwo lubelskie)
Bożniewice – wieś w Polsce położona w województwie lubelskim, w powiecie lubartowskim, w gminie Kock.
Wieś szlachecka Bożniowice położona była w drugiej połowie XVI wieku w ziemi stężyckiej. Wieś Bożniewice, wchodziła w skład klucza kockiego księżnej Anny Jabłonowskiej. 
W latach 1975–1998 miejscowość należała administracyjnie do województwa lubelskiego.
Wieś stanowi sołectwo gminy Kock. Według Narodowego Spisu Powszechnego (III 2011 r.) wieś liczyła 97 mieszkańców.
Wierni Kościoła rzymskokatolickiego należą do parafii Wniebowzięcia Najświętszej Maryi Panny w Kocku.